# Eczemotellus subtilipictus
Eczemotellus subtilipictus là một loài bọ cánh cứng trong họ Cerambycidae.